# Tribute to Uncle Ray
Tribute to Uncle Ray è un album di Stevie Wonder (all'epoca conosciuto come "Little" Stevie Wonder) pubblicato dalla Tamla (Motown) nel 1962. L'album, come lascia suggerire il titolo, è un tributo a Ray Charles, mentore di Wonder.

## Tracce
1. Hallelujah I Love Her So
2. Ain't That Love
3. Don't You Know
4. The Masquerade (Herb Magidson, Rubel)
5. Frankie & Johnny (Traditional)
6. Drown In My Own Tears
7. Come Back Baby
8. Mary Ann
9. Sunset (Stevie Wonder, Clarence Paul)
10. My Baby's Gone (Berry Gordy, Jr.)